# Elektrobudowa
Elektrobudowa SA – spółka giełdowa związana z budownictwem przemysłowym i energetyką notowana na Giełdzie Papierów Wartościowych w Warszawie od 1996 roku, z siedzibą w Katowicach przy ul. Porcelanowej 12 na Zawodziu działająca w branży energetycznej.